# Jag Niwas

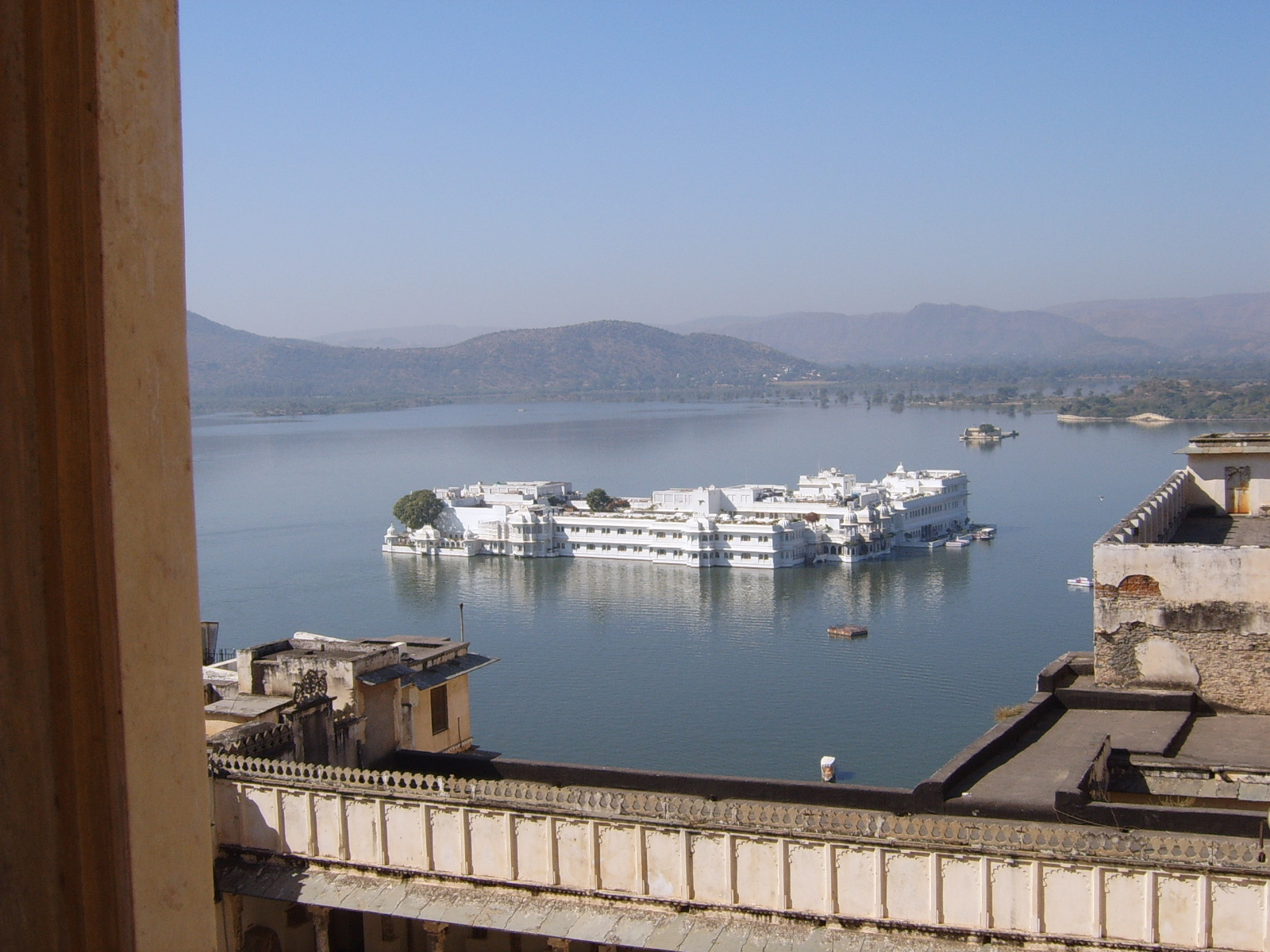
Vista geral do Jag Niwas.

O Jag Niwas, ou Palácio do Lago, é um palácio de verão construído no século XVIII pelo maharana Jagat Singh, em Udaipur, Rajastão, Índia. O edifício encontra-se assente numa fundação natural constituida por um rochedo de 4 acres (16,000 m²) na ilha do mesmo nome no Lago Pichola. Actualmente, o palácio acolhe um hotel de luxo de renome mundial, o Lake Palace Hotel, de 83 quartos e suites com paredes de mármore branco. O hotel possui um barco que transporta os hóspedes a partir dum cais no Palácio de Udaipur.

## História

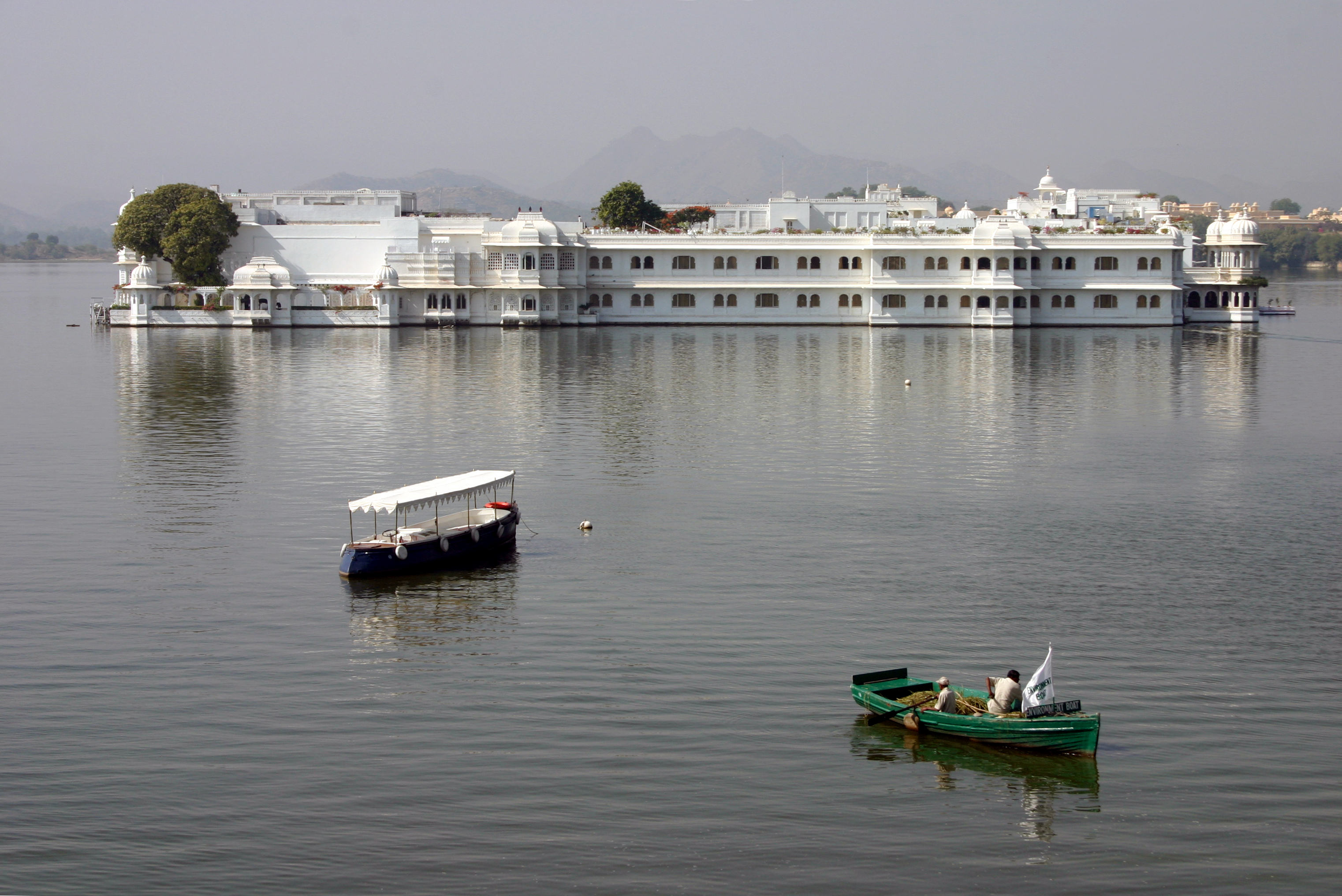
Vista do palácio.

O Jag Niwas foi construído entre 1743 e 1746 sob a direcção do maharana Jagat Singh II (62º sucessor da dinastia real de Mewar) de Udaipur, Rajastão, como palácio de verão, sendo chamado inicialmente de Jagniwas ou Jan Niwas pelo seu fundador.
O maharana, governante de Jaipur entre 1728 e 1754, tinha uma grande simpatia pelo Imperador Mogol Shah Jahan, pelo que encorajou os seus artesãos a copiar algumas das glórias dos seus incomparáveis edifícios em Agra. O palácio foi construído voltado para leste, permitindo aos seus habitantes orar para o deus Sol ao amanhecer. Os governantes seguintes usaram este fresco porto de abrigo como seu refúgio de verão, promovendo os seus durbars (cortes) nos pátios do palácio, alinhados com colunas, terraços sustentados por pilares, fontes e jardins.
A sala superior do palácio é um círculo perfeito, possuindo cerca de 6,1 metros (21 pés) de diâmetro. O seu pavimento apresenta incrustações de mármores brancos e pretos, as paredes estão ornamentadas com nichos e decoradas com arabescos em pedras de diferentes cores no mesmo estilo do Taj em Agra, embora os padrões sejam hindi, e a forma da cúpula é refinadamente bela. Uma sala construída com 12 enormes blocos de mármore, o trono de Shah Jahan esculpido a partir dum único bloco de serpentina e a pequena mesquita dedicada a Kapuria Baba, um santo muhammediano, são outros motivos de interesse na ilha.
Durante a famosa Revolta dos Sipais, em 1857, várias famílias europeias fugiram de Neemuch e usaram a ilha como asilo, por oferta do Maharana Swaroop Singh. Com o objectivo de proteger os seus hóspedes, o Rana destruiu todos os barcos da cidade para que os rebeldes não pudessem alcançar a ilha.

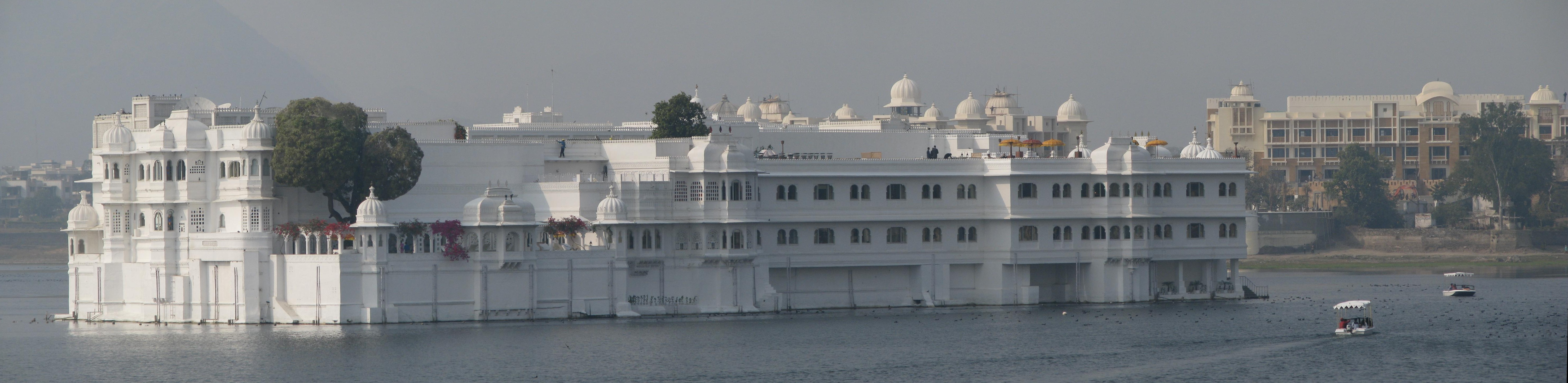
O Jag Niwas no Lago Pichola, Udaipur, Índia

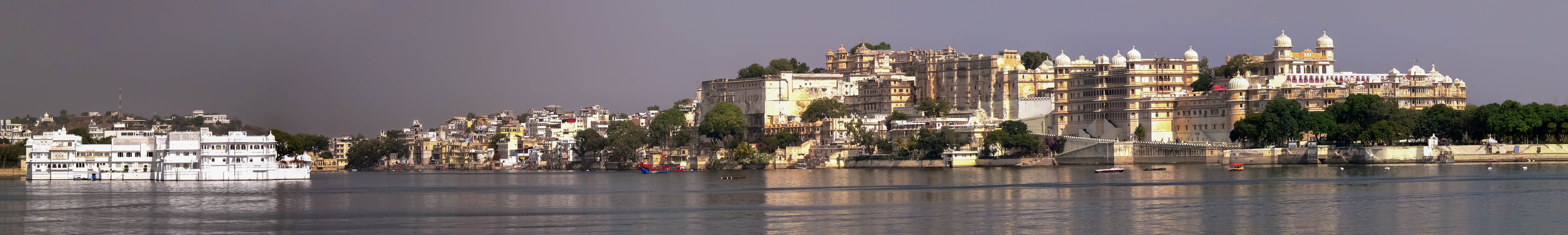
Relação do palácio com a cidade de Udaipur, vista panorâmica a partir da ilha onde se encontra o palácio Jag Mandir.

Na segunda metade do século XIX, o tempo e o clima fizeram estragos nos extraordinários palácios de água de Udaipur. Pierre Loti, um escritor francês, descreveu o Jag Niwas como "lentamente abandonado nas húmidas emanações do lago". Mais ou menos na mesma época, dois ciclistas coloniais, Fanny Bullock Workman e o seu marido, William Hunter Workman, ficaram angustiados pelo "barato e insípido estilo" dos interiores dos palácios de água, com "um sortido de fracas mobílias europeias, relógios de madeira, ornamentos em vidro colorido e brinquedos de crianças, todos eles parecendo aos visitantes deslocados no lugar, onde se esperaria naturalmente uma digna exibição do esplendor Oriental".
O reinado de Bhopal Singh (1930-1955) assistiu à adição dum outro pavilhão, o Chandra Prakash, mas, por outro lado, o Jag Niwas permaneceu inalterado e decadente. Geoffrey Kendal, a conhecida personalidade do teatro, descreveu o palácio durante a sua visita, na década de 1950, como "totalmente abandonado, coma a quietude quebrada apenas pelo zumbido de nuvens de mosquitos".
Bhagwat Singh decidiu converter o palácio Jag Niwas no primeiro hotel de luxo em Udaipur. Didi Contractor, um artista americano, tornou-se no consultor de desenho deste projecto de hotel. As contas de Didi deram um sentido à vida e responsabilidade do novo maharana de Udaipur:
Eu trabalhei entre 1961 e 1969 e que aventura! Sua Alteza, como sabe, era um verdadeiro monarca - realmente como os reis sempre foram. Por isso tive a sensação de ser uma das últimas pessoas a ser um artista para o rei. Sente-se o mesmo que se imagina ter sido trabalhar nas cortes do Renascimento. Foi uma experiência de ter recuado no tempo para uma era inteiramente diferente, um mundo diferente. Sua Alteza estava realmente a trabalhar num cordão de sapatos. Ele não estava em dificuldades, imagine, mas quando chegou ao trono herdou grandes problemas, como o que fazer com 300 dançarinas que pertenceram ao seu antecessor, o Maharana Bhopal Singh. Tentou oferecer-lhes formação para se tornarem enfermeiras mas elas não quiseram mudar-se do palácio, então o que é que ele podia fazer? Ele tinha que mantê-las. Elas eram velhas bruxas nesse tempo e em ocasiões de Estado lembro-me delas virem para cantar e dançar com os seus ghunghats (véus) descidos e, ocasionalmente, uma por outra levantava-o para mostrar a velha face encarquilhada por baixo dele, e ele tinha qualquer coisa como doze elefantes de Estado, e ele tinha todas setas propriedades que se foram deteriorando. Os edifícios no Jag Niwas foram começando a decair e basicamente o Palácio do Lago foi transformado num hotel porque parecia a única forma viável pela qual poderia ser mantido… Foi realmente um trabalho de conservação.
Em 1971, a rede de hotéis Taj Hotels Resorts and Palaces tomou conta da administração do hotel e acrescentou outros 75 quartos. No ano 2000 foi empreendido um segundo restauro. Os "Mordomos Reais" que trabalham no hotel são descendentes dos servos originais do palácio.

## Literatura
- Crump, Vivien; Toh, Irene. Rajasthan (hardback). London: Everyman Guides. pp. 400 pages. ISBN 1-85715-887-3
- Crites, Mitchell Shelby; Nanji, Ameeta. India Sublime – Princely Palace Hotels of Rajasthan (hardback). New York: Rizzoli. pp. 272 pages. ISBN 978-0-8478-2979-9 Verifique |isbn= (ajuda)
- Badhwar, Inderjit; Leong, Susan. India Chic. Singapore: Bolding Books. 240 páginas. ISBN 981-4155-57-8
- Michell, George, Martinelli, Antonio. The Palaces of Rajasthan. London: Frances Lincoln. pp. 271 pages. ISBN 978-0-7112-2505-3
- Preston, Diana & Michael. A Teardrop on the Cheek of Time (Hardback) (em inglês) First ed. London: Doubleday. pp. 354 pages. ISBN 978-0-385-60947-0
- Tillotson, G.H.R. The Rajput Palaces - The Development of an Architectural Style (Hardback) (em inglês) First ed. New Haven and London: Yale University Press. pp. 224 pages. ISBN 03000 37384
- William Warren, Jill Gocher. Asia's Legendary Hotels: The Romance of Travel (hardback). Singapore: Periplus Editions. ISBN 978-0-7946-0174-4